# Tongue Parish Church

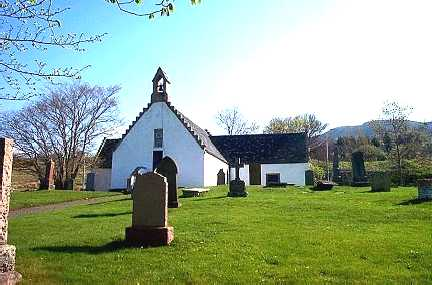
Tongue Parish Church

Die Tongue Parish Church, auch St Andrew’s Church, ist eine Pfarrkirche der presbyterianischen Church of Scotland in der schottischen Ortschaft Tongue in der Council Area Highland. 1971 wurde das Bauwerk in die schottischen Denkmallisten in der höchsten Denkmalkategorie A aufgenommen.

## Geschichte
Gewannbezeichnungen legen eine Wikingersiedlung um Tongue am geschützten Kyle of Tongue nahe. Mit hoher Wahrscheinlichkeit befand sich am Standort seit dem Mittelalter eine Peterskapelle (Teampull Pheader). 1680 initiierte Donald MacKay, Master of Reay den Bau der heutigen Kirche. Es wird vermutet, dass hierbei Fragmente der mittelalterlichen Kapelle in die Struktur integriert wurden. 1726 wurde der neugeschaffene Parish Tongue aus dem Parish Durness herausgelöst und die St Andrew’s Church zur Pfarrkirche. Um 1730 wurde sie umgestaltet und erweitert, wodurch sie ihre heutige Kreuzform erhielt. Die 1680 installierte Herrenloge der Lords Reay wurde 1951 entfernt und befindet sich heute in der Sammlung des National Museum of Scotland.

## Beschreibung
Die Tongue Parish Church steht am Rande des zugehörigen Friedhofs am Nordrand von Tongue abseits der A838. Die Kreuzkirche ist schlicht gestaltet. Ihre Fassaden sind mit Harl verputzt, wobei Natursteineinfassungen abgesetzt sind. Die ursprüngliche Kirche von 1680 umfasste das längliche Mittelstück, das in Ost-West-Richtung ausgerichtet ist. An seiner Südseite befindet sich ein Spitzbogenportal. Eine Vortreppe am Westgiebel führt zu einer schlichten Eingangstür zur Herrenloge. Es gehen zwei lange Flügel ab. Entlang der Fassaden sind kleine Spitzbogenfenster sowie längliche Fenster eingelassen. Eine weitere schlichte Türe am Nordflügel führt zum heutigen Gemeindesaal. Die abschließenden Satteldächer sind mit Schiefer eingedeckt und mit steinerner Firstkappe ausgeführt. Auf dem Westgiebel sitzt ein kleiner Dachreiter mit offenem Geläut, der im Laufe des 19. Jahrhunderts ergänzt wurde.